# Jean-Louis Brau
Pour les articles homonymes, voir Brau.
Jean-Louis Brau, né le 10 juin 1930 à Saint-Ouen et mort le 29 août 1985 à Clichy, est un poète, écrivain et plasticien français.

## Biographie
Né le 10 juin 1930 à Saint-Ouen, Jean-Louis Brau est le filleul de Charles Tillon, un député communiste, qui fut maire d'Aubervilliers avant d'être écarté en 1952 de la direction de son parti, puis exclu. Brau est élevé dans le culte du Parti communiste. En 1946, alors qu'il n'a que 16 ans, il tente sans succès de s'engager dans la Légion étrangère et conservera toute sa vie la passion des aventures guerrières. Le 13 janvier 1947, il assiste à la conférence donnée par Antonin Artaud au théâtre du Vieux Colombier et, fortement impressionné, le rencontre au Bar vert, rue Jacob, quelques jours plus tard. Il fait à cette occasion connaissance avec les poètes lettristes Gabriel Pomerand et François Dufrêne, qu'il rejoindra plus tard au sein du mouvement d'avant-garde lettriste d'Isidore Isou, accompagné de Gil J Wolman rencontré au CNE (Comité national des écrivains), d'Elsa Triolet et Louis Aragon, qu'il avait intégré après sa rencontre avec Artaud. 
Avec Serge Berna, Michel Mourre, Ghislain Desnoyers de Marbaix, Claude-Pierre Matricon et Jean Rullier, il est, le 9 avril 1950, l'un des jeunes lettristes radicaux auteurs du « Scandale de Notre-Dame ». 
Brau crée alors avec Wolman et Claude-Pierre Matricon la revue Transit. Au sein des lettristes, il élabore une poésie improvisée proche de celle de Dufrêne, qu'il nomme « instrumentations verbales" », en référence au terme créé par le poète René Ghil, lesquelles sont déclamées ou plutôt hurlées dans les caves de Saint-Germain-des-Prés, notamment Le Tabou. Il participe aux revues lettristes Ur et Front de la Jeunesse de Maurice Lemaître et travaille sur un projet de film resté inachevé, La Barque de la vie courante (en référence au suicide de Maïakovski évoqué par André Breton en 1930), dans la lignée des films lettristes d'Isou, Lemaître et Wolman.
En 1952, avec Wolman, Guy Debord et Serge Berna, il fonde le mouvement dissident Internationale lettriste dont l'esprit annonce la future Internationale situationniste. Il apparaît signataire du manifeste du groupe en février 1953, et, sous le nom de Bull Dog Brau, de plusieurs articles  dans le numéro 3 d'Internationale Lettriste (paru en août 1953) dont il est le Directeur-Gérant. Engagé dans le corps expéditionnaire français d’Indochine, il embarque le 15 avril 1954 de Marseille pour arriver le jour de la chute de Diên Biên Phu. Il sera dès lors vite exclu, au motif invoqué de « déviation militariste ». De retour d'Indochine, où il aura été entre autres tenancier de bordel pour les troupes françaises et trafiquant d'opium, puis, cité à l'ordre de l'armée, il ira combattre plus tard en Algérie de 1956 à 1958.
De retour à Paris, il publie le manifeste Ptotel'asymptotel'asymptotel, la méthode et ce qui ne l'est pas !. En août 1959, il participe avec Serge Berna et Gil J Wolman à une exposition intitulée Nouvelle École de Paris : Berna, Brau, Wolman au Salon des arts à La Garde-Freinet (Var) et du 20 au 31 décembre, avec le seul Wolman, à l'exposition Peinture 59 dans l'atelier situé au premier étage du 216, rue Saint-Denis à Paris. De nouveau au Salon des arts à La Garde-Freinet, du 5 au 15 août 1960, il expose peintures et sculptures avec Gil J Wolman et Daniel Ihler. Au début des années soixante, il retrouve une nouvelle fois, en compagnie de Wolman et Dufrêne, le lettrisme d'Isou, et réalise quelques peintures "hypergraphiques", des sculptures et des collages faisant l'objet d'expositions collectives. En 1962, à la suite du Manifeste de la peinture a-optique ou rhétorique d'Isou, il crée une séance de peinture rhétorique dans un bar londonien. Cet événement sera restitué dans son texte Afin de prendre date, publié en 1963 dans la revue A. En 1964, toujours accompagné de Dufrêne et Wolman, il rompt une nouvelle fois et définitivement avec le mouvement lettriste lors de l'exposition Lettrisme et Hypergraphie à la galerie Stadler pour fonder la très éphémère Deuxième Internationale Lettriste (DIL).
Concrétisant la notion de « dérive » mentale et géographique, il parcourt l’Algérie, la Birmanie, la Corée, puis diffuse les idées des mouvements révolutionnaires d’Amérique, d’Afrique ou du Proche-Orient. Il reste constamment critique dans toutes ses productions et rejette les catégories traditionnelles, comme en témoignent ses nombreux textes sur la contre-culture. 
Il publie en 1962 No More, un récit hypergraphique qui "découvre pour la première fois les alphabets mayas et finlandais et mêle les écritures lyriques (...) à la neutralité des lettres..." et "transcrit (...) l'anecdote de la révoltes des jeunes perçue au long d'un itinéraire londonien". Il participe aussi de 1971 à 1973 au périodique underground Le Parapluie dirigé par Henri J. Enu avec des articles sur Artaud, Walt Whitman ou Henry Miller (n° 13), des extraits du Singe appliqué (n°10) ou des manifestes comme celui "pour un bon usage du droit à l'immaturité" (n° 6).
En 1973, il est présent sur le disque de poésie sonore L'Autonomatopek (éd. Georges Fall) aux côtés notamment d'Isidore Isou, François Dufrêne, Gil J Wolman, Henri Chopin et Jacques Spacagna.
À partir de 1981, il refuse toute exposition en France. La Galerie 1900-2000 lui consacrera cependant en 1997, douze ans après sa disparition, une exposition et une publication destinées à mieux faire connaître l'œuvre de cet artiste méconnu.

## Œuvre

### Écrits publiés
- Ptotel'asymptotel'asymptotel'. La méthode et ce qui ne l'est pas !, Paris, Groupe d'études et de recherches méca-esthétiques, 1959.
- Guide des collections et des collectionneurs, éd. Albin Michel, 1967
- Le Voyage de Beryl Marquees (roman-photo d'un voyage sous LSD), photographies de Claude Palmer, Éditions Éric Losfeld, 1968.
- Cours camarade, le vieux monde est derrière toi! (histoire du mouvement révolutionnaire étudiant en Europe), éd. Albin Michel, 1968.
- Histoire de la drogue, Éditions Tchou, 1968.
- Le Situationnisme ou la Nouvelle Internationale, avec son épouse Éliane Brau, Nouvelles éditions Debresse, oct. 1968.
- Le Petit Livre rouge de la violence révolutionnaire, Nouvelles éditions Debresse, 1969.
- Les mauvais lieux de Londres, Éditions André Balland, 1969.
- Guide du bricoleur, Albin Michel, 1970.
- Les armes de la guérilla, André Balland, 1971.
- Antonin Artaud, La Table Ronde, coll. « Les Vies perpendiculaires» , 1971.
- Le Singe appliqué, Grasset, 1972 ; réédition Le Dilettante, 2012.
- Dictionnaire de l'astrologie, Larousse, 1977 ; 1991.
- Comment comprendre le syndicalisme, Le Hameau éditeur, 1978.
- La Sorcellerie, MA Éditions, 1986.
- Les initiés d'Occident, MA Éditions, 1986.
- Afin de prendre date (1963), Derrière la salle de bains, coll. « Acquaviva », 2008.

### Traduction
- Michael O'Donoghue et Frank Springer, Les Aventures de Phoebe Zeit-Geist, traduit de l'américain, Éric Losfeld, 1969.

### Discographie
- Poésie physique (avec Wolman et Dufrêne), Éditions Achelle, 1965.
- L'autonomatopek 1 (avec I. Isou, G. Wolman, F. Dufrêne, H. Chopin, J. Spacagna, B. Cobbing et A. Locwood), Éditions Georges Fall, 1973.
- Lipstick Traces (compilation collective rock/electro/musique expérimentale), Rough Trade, 1993.
- Musik Sprechen (avec Chopin, Wolman, Dufrêne, Cobbing, Josef Anton Riedl, G. Rühm...), Wergo, 1998.
- Instrumentations verbales, Alga Marghen, 2010.